# Katherine Pulaski
Katherine Pulaski je fiktivni lik iz američke znastveno-fantastične serije Zvjezdane staze kojeg glumi Diana Muldaur. Pojavljuje se samo u serijalu Nova generacija kao zamjena Beverly Crusher koja je u to vrijeme radila u Sanitetu Zvjezdane Flote.